# سد السملقي
سد السملقي (أو سد الملتقى أو سد ثمالة) هو أحد السدود التاريخية في محافظة الطائف غرب السعودية، حيث يقع على بعد 30 كم تقريبا بوادي جفن ببلاد ثماله جنوب غرب مدينة الطائف.

## التسمية
سد السملقي أو العاقدُ السَّمالِقُ: جمعُ سَمْلَق، وهي الأَرض التي لا نبات بها السَّمْلَق: الأَرض المستوية، وقيل: القَفْر الذي لا نبات فيه؛ وذكره الجوهري في سلق. والسَّمْلَق: القاع المستوي الأملس والأجْرَد لا شجر فيه. فوضع السد ينطبق حقيقة على المعنى اللغوي فإن نظرت إلى سطح السد أو نظرت إلى واجهته تجدها مستوية ملساء بسبب بناء الجص.

## الموقع
يقع هذا السد في ثمالة من ضواحي مدينة الطائف، على بعد 18 كيلو متر من الجنوب الغربي من مدينة الطائف غرب المملكة العربية السعودية.

## الوصف
يصل سد السملقي بين تلين مرتفعين مشكلًا خزانا تقدر طاقته بحوالي 500 ألف متر مكعب وقد بني جزء منه فوق بروز صخري ويسد قناة عميقة تمر بن التلين. يبلغ طول السد حوالي 212 متر وعرضه 10.8 م عند المنتصف وعرضه عند القمة 10 أمتار وارتفاعه 10.8 متر.
يتوسط كلا جدران السد رديم الدبش. الوجه الخلفي للسد بني بكتل حجرية أكبر من الأمامية كما أن للوجه الخلفي مدرجات مائلة.
حُفرت قناة في الصخر لتصريف المياه الزائدة بالإضافة إلى وجود ثلاثة أبار على مسافة 25 متر من الوجه الخلفي للسد وتبدو آثار استخدام العجلة الرافعة للماء بهما ولأحد البئرين قناتان: إحداهما في مواجهة السد والأخرى في الجانب الشمالي الشرقي بالإضافة إلى اتصال البئر بشبكة من القنوات الجوفية التي تمتد إلى خمسة كيلو مترات لقرية تدعى "قريبة المشايخ".
يكثر في الوادي أشجار السدر والطلح بالإضافة إلى وجود مزارع للعنب والبرسيم والطماطم والخضروات المختلفة في جزءه الخلفي.
يعود صمود السد ووقوفه ضد عوامل الزمن إلى دقة البناء و جودة التنفيذ  حيث يعتبر السد متين البناء. وعلى بعض صخوره كتابات بالخط المدني (الكوفي) تعود للعصر الأموي.

## التاريخ
ذكرت موسوعة المملكة العربية السعودية والتي تم اصدارها من مكتبة الملك عبدالعزيز أن بناء السد يرجع للعصر الأموي  ويلاحظ تشابه بناء سد السملقي مع سد سيسد في المدرجات المائلة التي تساعد على تحمل قوة تدفق مياه السيول القادمة بقوة عند اصطدامها بجدار السد. بينما رجح الباحث التاريخي عيسى القصير و المرشد السياحي بمحافظة الطائف لمياء البريك أن سد السملقي قد يعود إلى زمن العمالقة التي سكنت الطائف منذ العصور السحيقة ويقال من بني هلال من العمالقة.

## آثار سد السملقي
عُثر على نقشين على صفحتي صخرتين بالوجه الخلفي إحداها متأثرة بعوامل التعرية ويصعب قراءتها، أما الثاني فنصه:
- أنا دينار (...)
- بأبي وسيره
- بأمير ال (...).[8]

بالإضافة إلى برجان للمراقبة مستطيلا الشكل و مدببان وسطحهما مستوي وقد عثر بجوارهما على كسر الفخار البني الممزوج بالتبن و كسر فخار بني ممزوج بالرمل والحبيبات الدقيقة.

## السد في الأساطير الشعبية
من الأساطير المحلية المروية، أن أحد شعراء العمالقة بعد بنائه أصابه الغرور فقال :
فأرسل الله عليه ملكاً وضرب السد بالسيف فانشق السد إلى النصفين، فأغرق من كان بهذه القرية.

## انظر ايضاً
- محافظة الطائف
- سد عكرمة
- سد سيسد
- قائمة سدود السعودية

## وصلات خارجية
- «سد السملقي» في الطائف..زمن العمالقة الصامد!.
- سد السملقي.. مهارة البناء وهندسة المعمار وشموخ التاريخ.